# Tema del Estrimón
El tema del Estrimón (en griego: θέμα Στρυμόνος) fue una provincia civil-militar bizantina (tema) localizada en la actual Macedonia griega, con capital en la ciudad de Serres. Fundado probablemente a mediados o finales del siglo IX, su historia fue convulsa, siendo a menudo fusionada o separada con los themas vecinos.

## Ubicación
El tema cubría la región entre los ríos Estrimón y Nestos, las montañas Ródope y el Egeo. El área era estratégicamente importante: no solo controlaba las salidas de los pasos de montaña a los Balcanes en manos eslavas sino que al controlar la ruta de la Vía Egnatia que unía por la costa Tracia con Tesalonica, aseguraba las comunicaciones entre la capital y la segunda mayor ciudad del imperio. La región era habitada predominantemente por eslavos desde las invasiones de finales del siglo VII y retuvo una población eslava significativa al menos hasta el siglo XI. Sus ciudades principales eran Serres, Philippi, Christoupolis y Chrysopolis, y puede que inicialmente incluyera las ciudades de Xánthi y Mosinópolis al este del Estrimón.

## Historia
En el siglo VIII, Estrimón era una kleisoura del tema de Macedonia. Se desconoce la fecha exacta de su establecimiento como tema independiente pero probablemente fuera a mediados del siglo IX. Un pasaje de Teófanes el Confesor datado de 809 puede implicar su existencia ya en aquella fecha pero su gobernador no es incluido en la lista de los funcionarios mencionados en el Taktikon Uspensky de c. 842. El strategos de Estrimón aparece por primera vez fuera de toda duda en el Kletorologion de 899 a pesar de que se conoce una serie de los sellos de archontes y strategoi de Estrimón que se remonta al segundo trimestre del siglo IX. Además, el obispo de Serres fue elevado a la categoría de arzobispo al mismo tiempo, lo que podría indicar el establecimiento de una capital temática allí. Varios autores como el bizantinista francés Paul Lemerle proponen su creación a finales de la década de 840, durante las campañas de Teoctisto contra los eslavos, mientras que el historiador Warren Treadgold propone su creación en c. 896, para contrarrestar la amenaza del zar búlgaro Simeón I (r. 893–927).
Hacia finales del siglo X el tema fue dividido en dos partes: Estrimón, también llamado Chryseuba o Chrysaba (Χρυσεύβα/Χρυσάβα, que según el académico griego Nikolaos Oikonomides es una helenización de "Krushevo", actual Achladochori), y el tema de Nuevo Estrimón (Νέος Στρυμών). Este último solo se documenta en el Escorial Taktikon de c. 975. Oikonomides lo identifica con la porción este del antiguo tema de Nestos, que fue más tarde convertido en un tema llamado Bolero (en griego: Βολερόν) o con la porción norte a lo largo del curso alto del Estrimón, posiblemente conquistado después de las campañas del emperador Juan I Tzimisces (r. 969–976) y su conquista de Bulgaria en 971. Hacia el fin del siglo X, el thema de Estrimón parece haber sido integrado en el de Tesalónica (quizás junto al de Drougoubiteia) mientras que en el siglo XI aparece unido al de Boleron.
El tema sobrevivió hasta la disolución del Imperio bizantino durante la cuarta cruzada (1204), pasando su territorio a ser parte del reino latino de Tesalónica. En 1246, después de que el Imperio de Nicea de Juan III Vatatzés (r. 1221–1254) reconquistara Macedonia, el tema fue restablecido como provincia. En el siglo XIV, aun así, aparece otra vez combinado con otras provincias como los temas de Bolero y Tesalónica o como tema de «Serres y Estrimón». Fue finalmente disuelto después de la conquista de la región por el Imperio serbio en la década de 1340 en medio de una guerra civil bizantina.